# Aujac (Gard)
Aujac település Franciaországban, Gard megyében. Lakosainak száma 157 fő (2022. január 1.). Aujac Malbosc, Bonnevaux, Concoules, Ponteils-et-Brésis és Sénéchas községekkel határos.

## Népesség
A település népességének változása:
| Lakosok száma | 158  | 148  | 154  | 177  | 184  | 181  | 178  | 179  | 178  | 157  |
|               | 1968 | 1982 | 1990 | 2006 | 2013 | 2015 | 2017 | 2019 | 2020 | 2022 |